# 絹のしらべ
絹のしらべ（きぬのしらべ）は、羽二重餅で餡を包んだ和菓子、土産菓子。

## 概要
各地で製造されており、地名などを冠した商品名でそれぞれ流通している。
生八ツ橋に似た生地と評されることがある甘味のある柔らかく薄い餅生地で、粒餡を包み、少し押しつぶすような形で包装紙に包まれ、小分けされている形が一般的である。

## おもな銘柄
- 日光 絹のしらべ
- 群馬 絹のしらべ
- 富山 絹のしらべ[2] - あいの風（富山県富山市）[3]
- 南知多 絹のしらべ - 豊半（愛知県知多郡南知多町）[4]
- 伊勢 絹のしらべ[5]
- 丹後ちりめんの里 絹のしらべ[6]
- 湯村温泉 絹のしらべ - みさき（兵庫県美方郡新温泉町）[7]
- 奈良 絹のしらべ[8]
- 紀州 絹のしらべ - オカザキ紀芳庵（和歌山県橋本市）[9]
- 佐賀 絹のしらべ - ニコー商店（佐賀県佐賀市）[10]
- 長崎折り鶴 絹のしらべ[11]
- 雲仙 絹のしらべ - 千寿（熊本県上天草市）[1]
- 鹿児島 絹のしらべ